# Либон (Гёда)
Ли́бон или Ли́бонь (нем. Liebon; в.-луж. Libońо файле) — деревня в Верхней Лужице, Германия. Входит в состав коммуны Гёда района Баутцен в земле Саксония. Подчиняется административному округу Дрезден.

## География
В 150 метрах севернее от деревни проходит автомобильная дорога S150 и около одного километра южнее — европейская дорога A4.
Соседние деревни: на северо-востоке — деревня Чарнецы, на юге — деревня Чешкецы и на северо-западе — деревня Поздецы.

## История
Впервые упоминается в 1332 году под наименованием Leubobel. В средние века деревня принадлежала женскому монастырю  Мариенштерн.
С 1934 по 1936 года входила в состав коммуны Пасдиц, с 1936 по 1962 года — в коммуну Сторха, с 1962 по 1994 года — в коммуну Пришвиц. С 1994 года входит в современную коммуну Гёда.
В настоящее время деревня входит в состав культурно-территориальной автономии «Лужицкая поселенческая область», на территории которой действуют законодательные акты земель Саксонии и Бранденбурга, содействующие сохранению лужицких языков и культуры лужичан.
Исторические немецкие наименования
- Leubobel, 1332
- Lobebyl, 1355
- Lubabel, 1357
- Lubebel, 1474
- Lieben, 1658
- Libon, 1732

## Население
Официальным языком в населённом пункте, помимо немецкого, является также верхнелужицкий язык.
Согласно статистическому сочинению «Dodawki k statisticy a etnografiji łužickich Serbow» Арношта Муки в 1884 году проживало 21 человек. В этом году серболужичан в деревне не проживало.
| 1834 | 1871 | 1890 | 1910 | 1925 | 2009 |
| ---- | ---- | ---- | ---- | ---- | ---- |
| 19   | 25   | 20   | 21   | 20   | 8    |